# Kerbela monotona
Kerbela monotona là một loài bướm đêm trong họ Crambidae.